# Missionsmuseum in Sankt Ottilien
Koordinaten: 48° 5′ 49″ N, 11° 2′ 44″ O
Das Missionsmuseum in Sankt Ottilien ist ein 1887 in den Räumen der Erzabtei Sankt Ottilien eingerichtetes Museum, das aus einer völker- und naturkundlichen Sammlung aus den ehemaligen  Missionsgebieten des Klosters besteht und die Geschichte der Benediktinerkongregation von St. Ottilien dokumentiert. Die Sammlung legt ihren Schwerpunkt auf die ursprünglichen Missionsgebiete in Deutsch-Ostafrika, den nördlichen Teil von Korea, der Mandschurei und Zululand. Träger ist die Erzabtei. Sankt Ottilien ist ein Teilort von Eresing im Landkreis Landsberg am Lech in Oberbayern im Freistaat Bayern.
Nachdem es aufgrund einer Renovierung für zwei Jahre geschlossen war, wurde es am 18. Oktober 2015 wiedereröffnet.

## Aufgabe und Zweck
Im Jahre 1887 erhielt die Kongregation die staatliche Erlaubnis und den kirchlichen Auftrag zur Entsendung von Missionaren nach Deutsch-Ostafrika. 1910 kamen große Teile der Mandschurei und des nördlichen Koreas hinzu. Zululand, ein Stammesgebiet in Südafrika, 1921. Seit Beginn der Missionsarbeit schickten die Mönche ethnologisch oder zoologisch bemerkenswerte Stücke ihres neuen Wirkungskreises in das Mutterhaus der Kongregation nach Sankt Ottilien. Dabei kam es zu einer Schwerpunktbildung der Sammlung aus Deutsch-Ostafrika. Sie informiert über die traditionellen Religionen, Ahnenkulte und Zauberei. Bestände aus Korea und der Mandschurei zeigen die buddhistische Religion, Haushaltsgeräte, Waffen, Kleidung und Schmuck. Damit wird ein Einblick gewährt ins Alltagsleben der Völker, unter denen die Missionsbenediktiner wirken.
Das Museum sieht seine Aufgabe in der Dokumentation der missionarischen Aspekte der Kongregation der Missionsbenediktiner. Deswegen finden sich in ihm eine Reihe von Missionsstatistiken, Tafeln, Landkarten und Fotografien der historischen Missionsgebiete. Die ethnologischen Sammlungen schließen im Wesentlichen mit dem Abklingen der einheimischen Kulturen um die Zeit des Ersten Weltkrieges ab. Die ethnologische und zoologische Sammlung erhebt keinen Anspruch auf Vollständigkeit, auch wenn sie manchen staatlichen Sammlungen überlegen ist.
Die zoologische Sammlung hat einen afrikanischen Schwerpunkt, weil die Tier- und Pflanzenwelt sich dort in viel größerem Maße von der europäischen und asiatischen Tier- und Pflanzenwelt unterscheidet. Alle Tiere sind im ausgestopften Zustand und in lebensnahen Stellungen präpariert.

## Geschichte der Mission

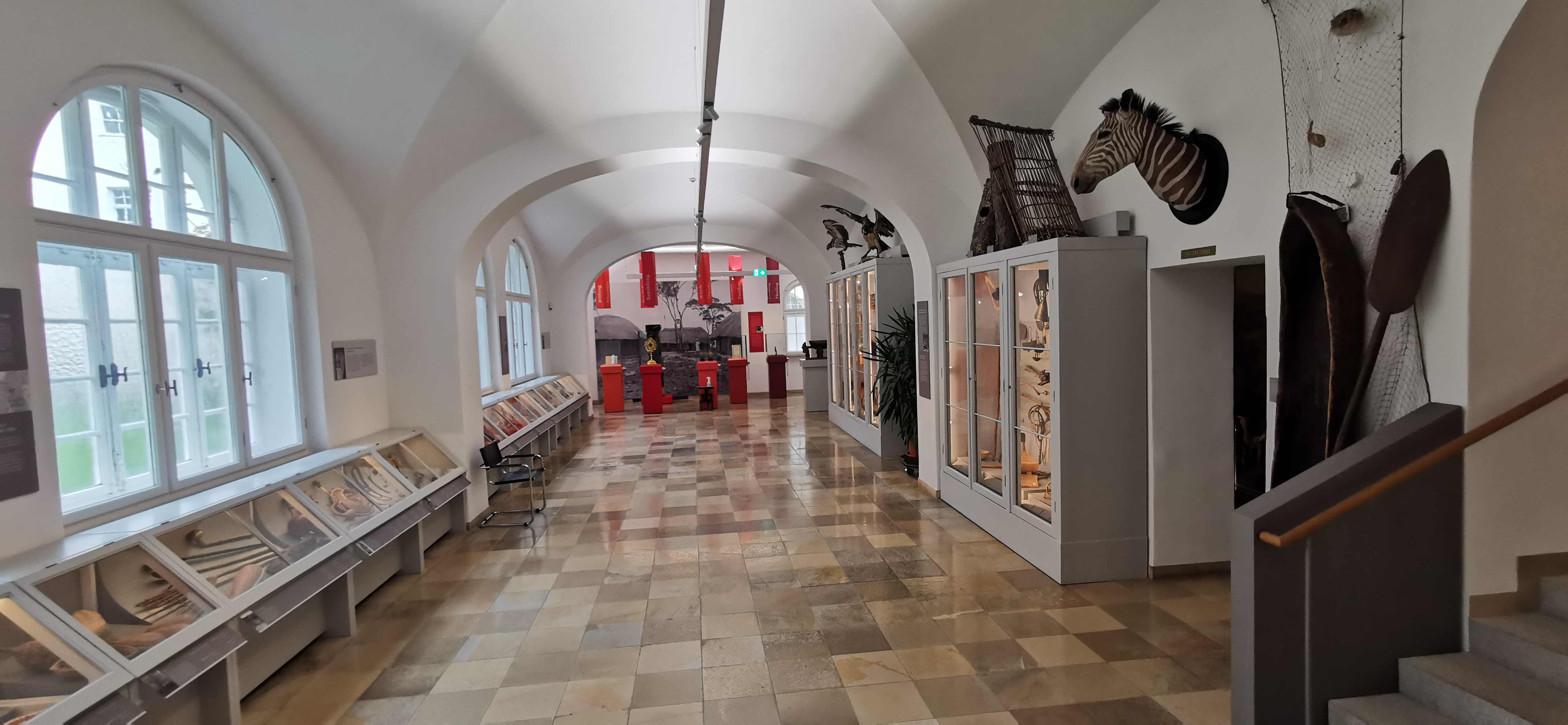
Gr. Saal

Raum I gibt einen Überblick über die Geschichte der Kongregation und die Äbte der Erzabtei, seiner Tochtergründungen und die Lage des Missionsgebietes. Linker Hand beginnt die biologische Sammlung. An der Stirnseite von Raum II hängt eine Schautafel mit dem Titel Deutschland sendet Missionare – Verkünder der Frohbotschaft an die Heiden. Daneben steht der Raum im Thema Biologisches und Ethnologisches aus Ostafrika. In einem Großdiorama sind Pferde- und Leierantilopen, Gazellen, Klippspringer und verschiedene Arten von Affen und Halbaffen zu sehen. Tierkörperteile wie Elefantenschädel, Stoß- und Mahlzähnen sind in verschiedenen Vitrinen ausgestellt.
Die große Holzfigur einer tansanischen Wächters, der bei Abwesenheit des Hausherrn vor Diebstahl und Faulheit abschrecken sollte, steht auf der rechten Seite des Raumes. Ein Topf mit Knochen, Holzstücken und Raubtierkrallen zeigt Utensilien des afrikanischen Wahrsagers. Amulette für geraden Zahnwuchs und teilweise Medizin, die auf gut fundierter Volksheilkunde beruhen, markieren das Feld der Wahrsagerei.

## Tiere und Pflanzen

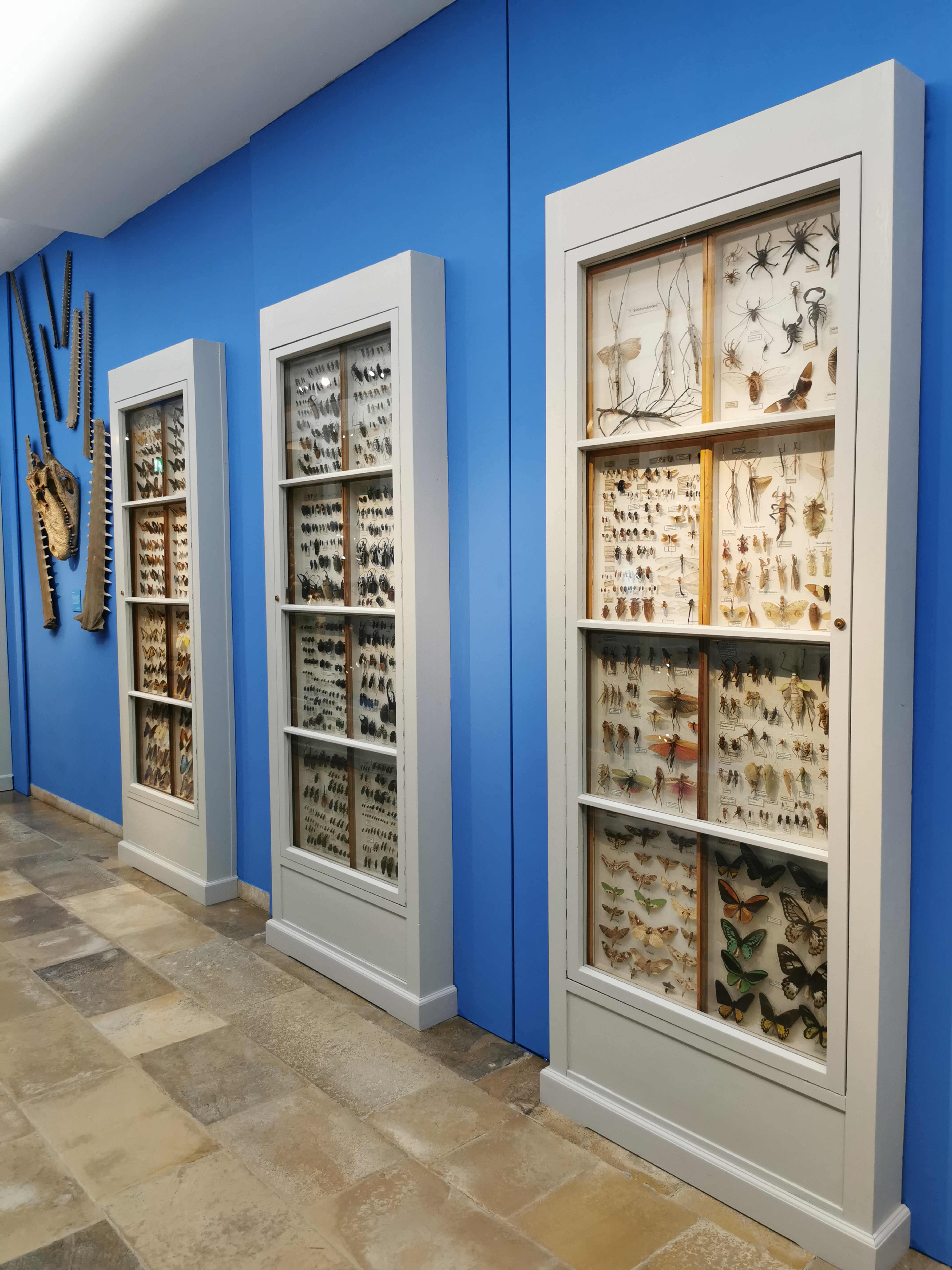
Raum III

Raum III ist den Insekten, Schlangen und Vögeln Ostafrikas gewidmet. Raum IV beinhaltet eine Speersammlung und Holzschnitzereien. Raum IV hat die eingewanderten Araber der Küstenregion und ihre islamische Kultur zum Thema. Ein Schaukasten dokumentiert den Sklavenhandel in dem Gebiet, als die christlichen Missionare 1887 eintrafen. Alte und moderne arabische Kleidung reich verzierte Holzsandalen und eine Karte Islam in Afrika.

## Gedenkstätte

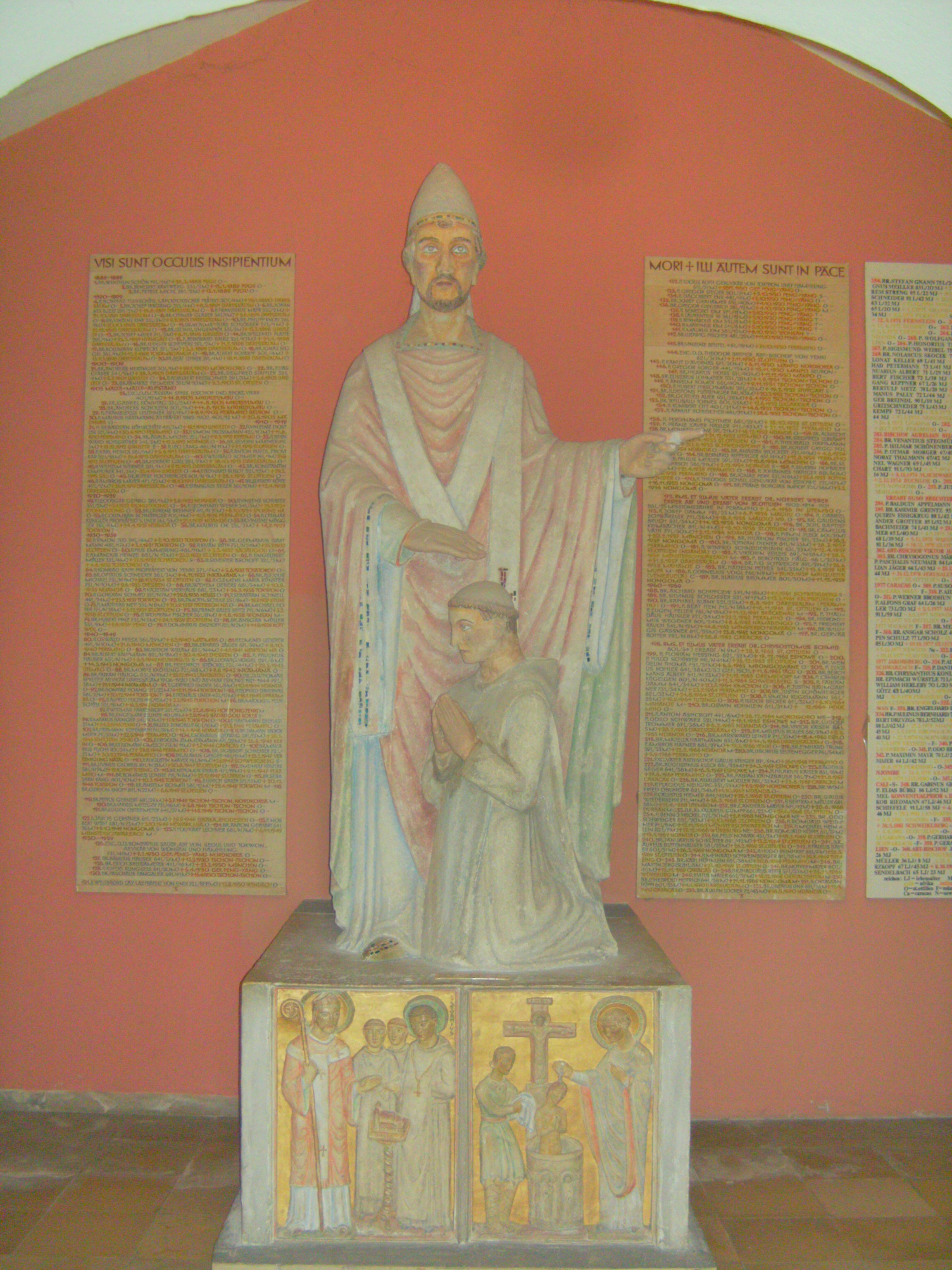
Papst Gregor der Große

Einen besonderen Platz nimmt der Raum V im Untergeschoss ein. Im Mittelpunkt steht eine vom Bildhauer Berthold Müller-Oerlinghausen gefertigte überlebensgroße Statue von Papst Gregor dem Großen, der 596 Mönche unter der Führung des späteren Augustinus von Canterbury auf eine Missionsreise nach England geschickt hat. Die Statue wird links und rechts flankiert von Totentafeln mit den verstorbenen Missionaren der Kongregation.
Eine Tafel mit der Inschrift von getöteten Brüdern, Schwestern und Patres während der Araber- und Wahehe-Aufstände von 1889 und 1910, sowie dem Maji-Maji-Aufstand von 1905:
- Bischof Cassian Spiß
- Br. Benedikt Kantwerg
- Br. Petrus Michl
- Schw. Martha Wansing
- P. Franziskus Leuthner
- Br. Gabriel Sonntag
- Br. Andreas Scholzen
- Schw. Felicitas Hiltner
- Schw. Cordula Ebert
- Schw. Walburga Diepolder

Rechts davon eine Gedenktafel an die Opfer des Koreakrieges mit Bildmaterial und Gegenständen von erschossenen und im Lager Oksadok verstorbenen Mitgliedern der Kongregation:
- Abt-Bischof Bonifaz Sauer
- P. Rupert Klingeis
- Br. Petrus Gernert

## Zululand
Raum VI hat das Thema Zululand und Südafrika. Eine Glaswand mit dem überaus reichlichen und farbenfrohen Schmuck der Zulus. Schaupulte unterteilt in Schmuck der Zulufrau und des Zulumannes.  Hausgeräte, Kleidung und Utensilien einer Zulu-Zauberin sind das Thema eines weiteren Schaukastens.
Die Zulu-Zauberin hatte einen ausgeklügelten Vorrat an Utensilien bei sich. Neben Medizin und sonstigen Fläschchen dürfen der obligatorische Gnuschwanz-Wedel, die kunstvolle Perlenperücke und der zierliche Tanzschild der Zauberin nicht fehlen.

## Religion in den Missionsländern
Raum VII widmet sich dem Thema Religion in den Missionsgebieten. Die Patres, Mönche und Schwestern trafen in den Missionsgebieten auf die jeweiligen ethnischen Religionen, den Islam in den Küstenregionen Afrikas und Buddhismus als Religion in den asiatischen Gebieten. Ein altmandschuranisches Mandaringewand und ein gusseiserner Samuraihelm dienen als Hinweis, dass der Buddhismus in der Mandschurei Staatsreligion war. Es wird verdeutlicht, dass der Samurai in Japan Diener des Gottköniglichen Kaisers war. Der öffentliche buddhistische Kult mit hölzernen Buddha-Figuren, Mandorla und Kerzenleuchter. Vor dem Tempel werden Gebetsstreifen, -röllchen, oder -zettel angeboten, die dann vor die Götterbilder des Tempels gelegt werden. Ein Blatt mit Anleitung zum Beten eines buddhistischen Rosenkranzes, alte Zeichnungen konfuzianischer Heiliger.
Koreanische Geistpfähle auf mit Drachen verzierten Sockeln, die am Dorfeingang aufgestellt wurden um böse Geister abzuwehren. Dabei folgte eine Differenzierung nach oben und unten. Die Figur mit dem Namen der Große General war für den überirdischen Bereich zuständig und der Weibliche General für den unterirdischen Bereich. Ahnentafeln, die für jeden männlichen Verstorbenen nach Ablauf der Trauerzeit angefertigt wurden und Naturalopfergaben von Tabak, Schnaps und Reis geben Einblick in die Begräbniskultur von Korea.

## Korea und Mandschurei
Die Räume VIII bis XI haben Korea und die Mandschurei zum Thema. In Raum VIII wird das koreanische Kriegswesen vorgestellt: Panzerhemd mit Lederschuppen, rote Paradeuniform mit Buschhelm, Schwerter und Degen, Pfeile und Köcher aus Schlangenhaut oder Pappe, Streitgabel und Beile. Große Arbeitsstrohhüte aus der Landwirtschaft, Sichel, Kraxen und das Modell eines Pfluges sind zu sehen. Raum IX widmet sich der typischen koreanischen Männerbekleidung: weiße Jacke und Hose älterer Männer, die weiße rohleinerne Trauerbekleidung, großer Gesichtsschirm und Hut. So geschützt konnten die ersten Missionare ins Land kommen. Der schildpattverzierte Holzgürtel und das Brustwappen, das Aufschluss über die soziale Stellung des Mannes gibt. Koreanische Frauen- und Kinderbekleidung nebst Kinderschuhen. Die dezent bunten Kleider größerer Mädchen, das weiße Kleid der älteren Frauen. Gewänder von Braut und Bräutigam.
Raum X hat das Schriftwesen, Musikinstrumente und Wissenschaft in Korea zum Thema. Raum XI widmet sich verschiedenen Kunstgegenständen. Zum Abschluss Geschichte der Korea-Mission und Karte der Diözesen.